# Panorpa tjederi
Panorpa tjederi är en näbbsländeart som beskrevs av Carpenter 1938. Panorpa tjederi ingår i släktet Panorpa och familjen skorpionsländor. Inga underarter finns listade i Catalogue of Life.